# Al-Hilal asz-Szarkijja
Al-Hilal asz-Szarkijja (arab. الهلال الشرقية, Al-Hilāl ash-Sharqiyyah) – osada położona we wschodniej części Kataru, w prowincji Ad-Dauha.